# Satoru Akahori
Satoru Akahori (jap. あかほり さとる, Akahori Satoru, eigentlich: 赤堀 悟; * 8. März 1965 in Handa, Präfektur Aichi, Japan) ist ein japanischer Schriftsteller. Bekannt ist er für seine Drehbücher zu Animes und seine Mitautorenschaft von Mangas.
Mit der Mitarbeit an den Drehbüchern zu Anime-Fernsehserien wie Samurai Pizza Cats (1990–1991), Video Girl Ai (1992) und Galaxy Fraulein Yuna (1995) festigte er sich Ende der 1980er und Anfang der 1990er Jahre einen Ruf als Autor. Nach und nach durfte er nicht nur die Ideen anderer umsetzen, sondern auch eigene Geschichten Akahoris wurden vermehrt verfilmt, darunter zahlreiche Erfolge wie Bakuretsu Hunter (1995–1996), Master of Mosquiton (1996) und Saber Marionette (1996–1997). Zu einigen dieser Zeichentrickserien veröffentlichte er in der Folgezeit Light Novels, so etwa zwölf Bände zu Saber Marionette.
Akahori, der mit der Mangaka Miyuki Kitagawa verheiratet ist, gelangen in den 2000er Jahren weitere erfolgreiche Anime-Serien: er arbeitete an einigen Folgen der Serie Abenobashi Mahō Shōtengai (2002) sowie an deren Manga-Umsetzung mit und verfasste die Geschichten zu Lime-iro Senkitan (2003) und Kashimashi – Girl Meets Girl (2006). Gemeinsam mit dem Zeichner Hiroshi Itaba schuf er von 2000 bis 2004 für das Manga-Magazin Young Animal die Comicserie Mouse (マウス, mausu).
Nachdem er bereits 1995 Bakuretsu Hunter selbst mitproduziert hat, ist er seit 2005 erneut als Produzent tätig. Seine bisherigen Produktionen sind Happy Seven (2005) und Yoshinaga-sanchi no Gargoyle (2006).